# Штірбешть
Штірбешть, Штірбешті (рум. Știrbești) — село у повіті Вилча в Румунії. Входить до складу комуни Гіорою.
Село розташоване на відстані 177 км на захід від Бухареста, 64 км на південний захід від Римніку-Вилчі, 36 км на північ від Крайови.

## Населення
За даними перепису населення 2002 року у селі проживали 273 особи, усі — румуни. Усі жителі села рідною мовою назвали румунську.